# Bridlington
Bridlington – miasto i civil parish w północno-wschodniej Anglii (Wielka Brytania), w hrabstwie ceremonialnym East Riding of Yorkshire, w dystrykcie (unitary authority) East Riding of Yorkshire, położone nad Morzem Północnym, na południowy zachód od przylądka Flamborough Head. W 2001 r. miasto to zamieszkiwało 33 589 osób. W 2011 roku civil parish liczyła 35 369 mieszkańców. Bridlington zostało wspomniane w Domesday Book (1086) jako Bredinton/Bretlinton.